# Гартман, Фома Егорович
Фома Егорович Гартман (1806—1887) — русский действительный тайный советник и почётный опекун.

## Биография
Родился в 1806 году, сын чиновника.
В службе классном чине с 1832 года, после окончания Юрьевского университета. С 1834 года помощник начальника Секретной экспедиции при Военном министерстве. С 1835 года состоял чиновником для особых поручений при начальнике Военно-походной канцелярии Его Величества. С 1841 года делопроизводитель общего присутствия Инженерного департамента и с 1846 года одновременно президент евангелическо-лютеранской консистории.
С 1852 года — секретарь Великой княгини Елены Павловны по заведованию учебными и благотворительными учреждениями. В 1853 году был произведён в действительные статские советники, в 1863 году в тайные советники. Был членом Попечительского комитета Максимилиановской лечебницы и почётным опекуном Санкт-Петербургского Опекунского совета.
С 1874 года — секретарь Великой княгини Екатерины Михайловны по заведованию учебными и благотворительными учреждениями и почётный опекун Опекунского совета Ведомства учреждений императрицы Марии Фёдоровны. В 1882 году произведён в действительные тайные советники. Как секретарь вел. княгини был председателем Совета Мариинского института.
Был награждён всеми российскими орденами вплоть до ордена Святого Александра Невского пожалованный ему 27 марта 1877 года. Кроме этого, в 1838 году получил саксен-веймарский орденом Белого сокола 3-й степени, баварский орден Св. Михаила 3-й степени и два бриллиантовых перстня от короля Прусского. В 1846 г. жалован дипломом на потомственное дворянское достоинство.
Его сын Егор Фомич Гартман (1837—1913) — статс-секретарь и директор архива Государственного Совета, дослужился до чина тайного советника.